# Friesdorf
Friesdorf is een ortsteil van de stad Mansfeld in de Duitse deelstaat Saksen-Anhalt. De plaats ligt in het dal van de bovenloop van de Wipper in de Unterharz, circa 14 kilometer van de stadskern van Mansfeld. Tot 6 maart 2009 was Friesdorf een zelfstandige gemeente.